# Shadow DN5
La Shadow DN5 fu una vettura di Formula 1 che fece il suo debutto al Gran Premio del Sud Africa 1975 con al volante Jean-Pierre Jarier ottenendo subito la pole position ma essendo costretta da un guasto alla trasmissione ad abbandonare la gara. Progettata da Tony Southgate e Dave Wass, veniva spinta dal tradizionale motore Ford Cosworth DFV e possedeva il cambio Hewland TL200.
Iscritta in 14 gran premi fu una delle Shadow più competitive: ottenne altre due pole (Gran Premio del Brasile 1975 sempre con Jean-Pierre Jarier e Gran Premio di Gran Bretagna 1975 con Tom Pryce), la seconda e terza piazza in prova in quello di Monaco. In gara il suo comportamento fu meno competitivo. Pryce fu terzo in Austria, Jarier fu quarto in Spagna, mentre quarto fu ancora Pryce in Germania. Nella stagione ottenne anche tre sesti posti sempre con Pryce in Belgio, Olanda e Italia. Jarier ottenne il giro più veloce in Brasile.
Vinse la Race of Champions 1975 con Tom Pryce, tradizionale gara non valida per il mondiale di inizio primavera.

## Modello B
La Shadow DN5B corse tra il 1976 e il 1977 18 gran premi ma fu meno competitiva del modello originario. Esordì nel Gran Premio del Brasile 1976 ottenendo il terzo posto con Tom Pryce e il terzo posto in prova con Jean-Pierre Jarier che segnò anche il giro più veloce. I risultati però non furono all'altezza del modello A. Da segnalare solo un quarto posto con Pryce in Gran Bretagna.
Corse fino al Gran Premio del Brasile 1977, conquistando il sesto posto con Renzo Zorzi.